# Reinier Honig
Reinier Honig (Heemskerk, 28 de octubre de 1983) es un deportista neerlandés que compite en ciclismo en las modalidades de pista y ruta. Ganó una medalla de plata en el Campeonato Europeo de Ciclismo en Pista de 2017, en la prueba de medio fondo.

## Medallero internacional
| Campeonato Europeo | Campeonato Europeo | Campeonato Europeo | Campeonato Europeo |
| Año                | Lugar              | Medalla            | Competición        |
| ------------------ | ------------------ | ------------------ | ------------------ |
| 2017               | Berlín (Alemania)  | Medalla de plata   | Medio fondo        |

## Palmarés
2003
- 1 etapa del Tour de Gironde

2007
- Dorpenomloop Rucphen

2008
- Circuito de Guecho

2011
- 3.º en el Campeonato de los Países Bajos en Ruta

2018
- 1 etapa de la Vuelta a Lérida

2019
- 1 etapa de la Vuelta a Costa Rica